# Psilophrys parvulus
Psilophrys parvulus is een vliesvleugelig insect uit de familie Encyrtidae. De wetenschappelijke naam is voor het eerst geldig gepubliceerd in 1991 door Guerrieri & Viggiani.